# Faubourg à m'lasse
Le Faubourg à m'lasse est un ancien quartier de Montréal, bordé par le boulevard René-Lévesque au nord, la rue Wolfe à l'ouest, l'avenue Viger au sud et l'avenue Papineau à l'est.
La Maison de Radio-Canada (MRC) a été construite au centre de ce quartier.  La nouvelle MRC présente des murales de l’artiste Ianick Raymond intitulée Résonance des lieux, qui mettent en lumière des fragments d’histoire du quartier des Faubourgs, dont le Faubourg à m'lasse.

## Histoire

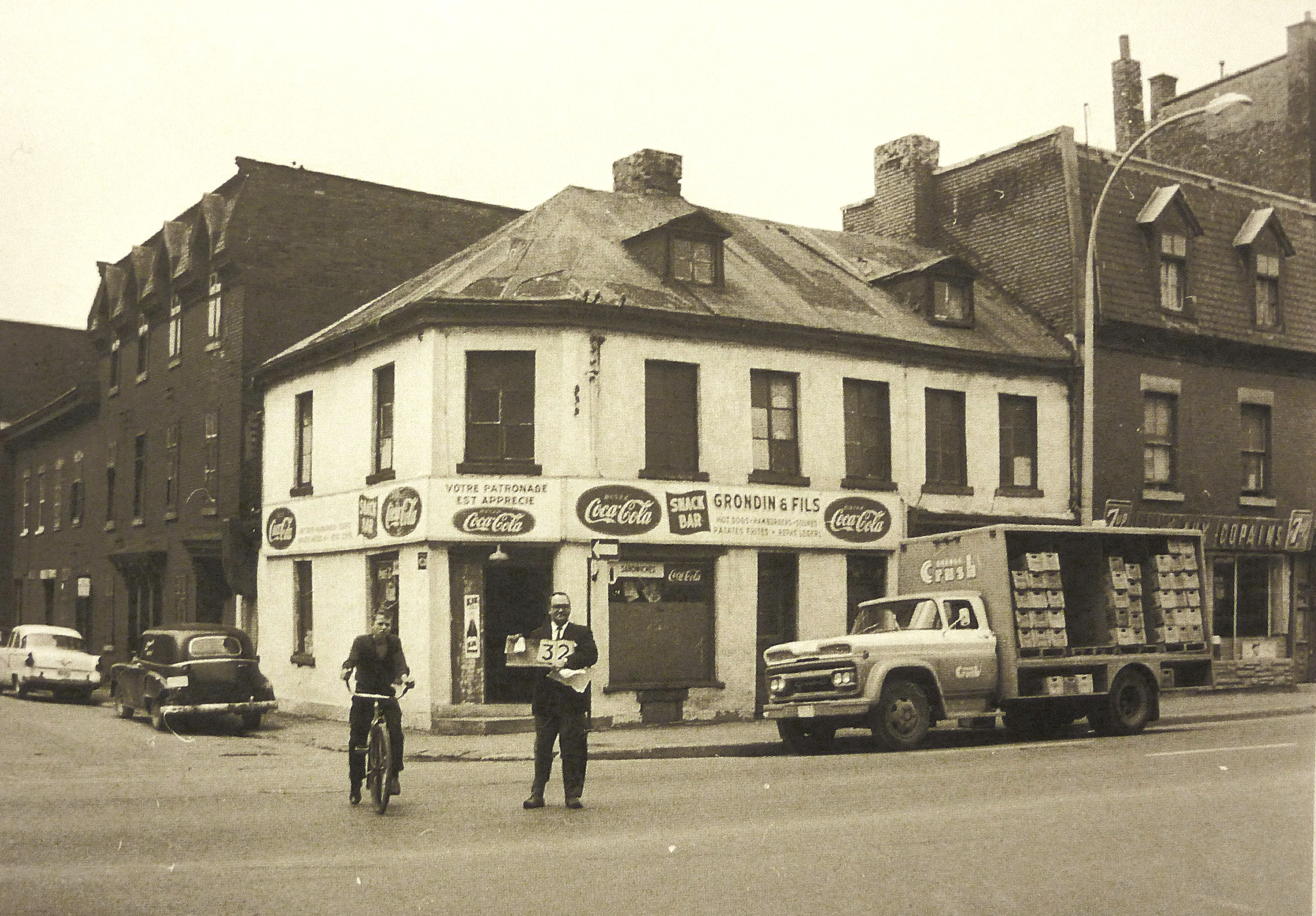
Coin des rues Wolfe et Craig (actuelle rue Saint-Antoine) en 1963, avec son numéro d’inventaire

Le quartier s'appelait à l'origine «Faubourg Québec» parce qu'il se situe (par rapport au Vieux-Montréal) le long de la route menant à Québec. Il a reçu plus tard le surnom de «Faubourg à m'lasse» probablement en raison de l'odeur particulière qui provenait des barils de mélasse déchargés des bateaux, près de la brasserie Molson.
En 1963, le vieux quartier fut jugé obsolète et irrécupérable par la municipalité et fut rasé pour construire la Maison de Radio-Canada. Afin de réaliser ce projet, 5000 résidents ont été expulsés.
Photos du faubourg sont tirées en 1963 par les Archives de la Ville de Montréal. Les numéros apparaissant sur les photographies correspondent aux numéros d’inventaires sur le plan d'expropriation.

### Maison Hubert-Lacroix

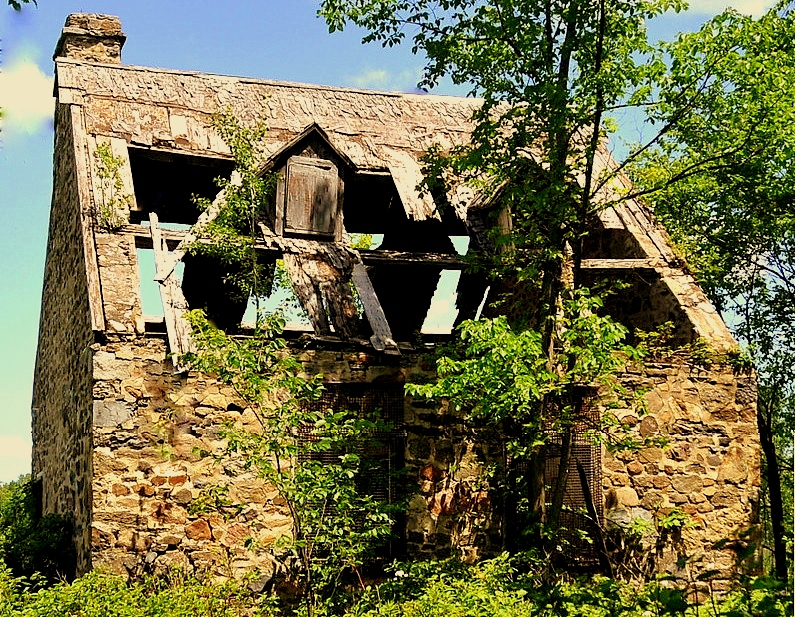
La maison Hubert-Lacroix en ruines, 2020

Cette maison de ferme doit son nom à Hubert Lacroix, un marchand de fourrure à qui Paul de Chomedey de Maisonneuve a légué le terrain sur lequel Lacroix a érigé sa maison. Les spécialistes estiment qu'elle se trouvait à ce qui est aujourd'hui l'angle du boulevard René-Lévesque et de la rue Alexandre-DeSève.
Elle est érigée en 1690, c'est lors de la démolition du faubourg qu'elle est découverte et sauvée. Elle est démontée et intégrée à un village historique à Carignan la même année. Le village historique fera faillite en 1967. Depuis ce temps, elle est laissée à l'abandon,.
Hubert Lacroix (en) est également le nom du président de la Société Radio-Canada de 2007 à 2018.